# Padvindersgat

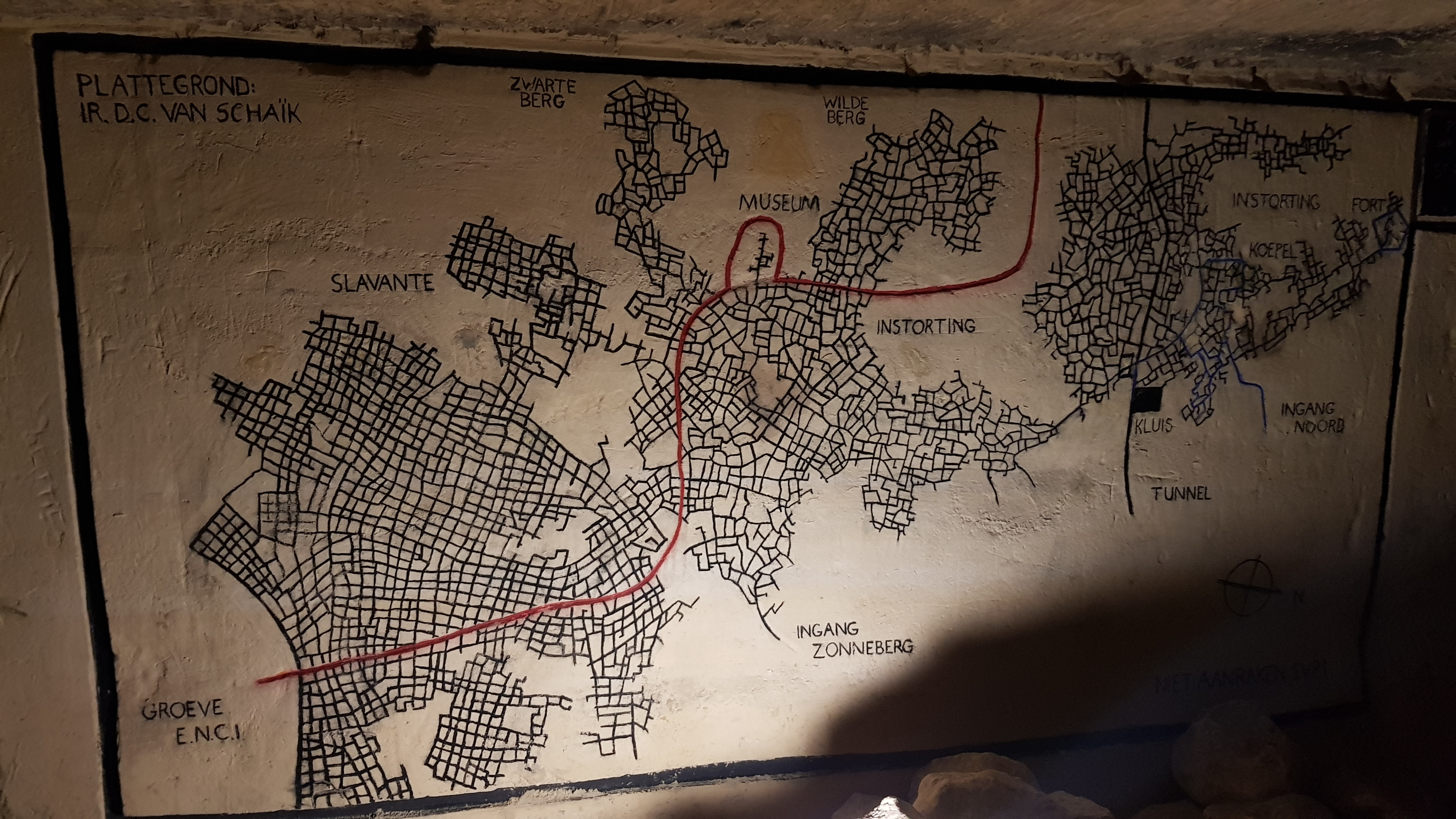
Kaart van het gangenstelsel met rechtsboven het Padvindersgat, net links van de "kluis".

Het Padvindersgat is een ondergrondse verbinding in Nederlands Zuid-Limburg in de gemeente Maastricht. De verbinding ligt in de Sint-Pietersberg in het Plateau van Caestert en vormt de enige mogelijkheid om ondergronds van het Noordelijk Gangenstelsel naar het Gangenstelsel Zonneberg te komen. Het Padvindersgat ligt ten westen van de plaats waar de Schutterijweg uitkomt op de Ganzendries, deels onder het terrein van de ENCI Personeels Vereniging (EPV).
Op ongeveer 50 meter noordelijker ligt de Van Schaïktunnel.

## Geschiedenis
Voor 1809 was het mogelijk om vanaf het Noordelijk gangenstelsel, via Zonneberg, Slavante en het Zuidelijk Gangenstelsel ondergronds naar België lopen. Deze route werd regelmatig voor smokkelen gebruikt.
In 1809 werd deze verbinding onderbroken doordat Franse soldaten springladingen tot ontploffing hadden laten komen waardoor een gedeelte van het Noordelijk Gangenstelsel instortte. Hierdoor werd de ondergrondse verbinding tussen het Noordelijk Gangenstelsel en Gangenstelsel Zonneberg onderbroken en werden de twee gangenstelsel van elkaar gescheiden.
Rond 1910 zou het Padvindersgat zijn gegraven en sindsdien was het weer mogelijk om ondergronds van noord naar zuid te lopen. In 1938 schreef D.C. van Schaïk in het boek De Sint Pietersberg dat er ruim 25 jaar eerder opnieuw een verbinding tussen het Noordelijk Gangenstelsel en de Zonneberg zou zijn uitgehouwen en bekend staat als het Padvindersgat. Deze één meter brede gang had toen een lengte van ongeveer 55 meter en had een hoogte van anderhalve meter.
Toen het Gangenstelsel Zonneberg in de Tweede Wereldoorlog werd ingericht als schuilplaats in het kader van het Sint-Pietersbergplan, werd het Padvindersgat als te klein gezien en breidde men het uit. Men liet een aannemer de gang vergroten waarbij er 327,15 kubieke meter mergel werd weggehaald. Dit werd voltooid op 10 juli 1943. Na de oorlog probeerde de champignonkweker het gat te dichten met allerhande materialen, omdat men last had van berglopers die van de Zonneberg naar Noord via de champignonkwekerij kwamen. De champignonkwekerij was gesitueerd in het Noordelijk Gangenstelsel in het gedeelte tussen de Van Schaïktunnel en het Padvindersgat. Kwaadwillenden wisten de verbinding toch weer open te krijgen. Na de overname door Natuurmonumenten werd er een degelijk afsluitbaar hek geplaatst, maar dat werd in 2011 in het geheel gestolen.